# 帕布斯特計畫
帕布斯特计划（德語：  “新德国城市华沙”）是纳粹德国將波蘭华沙重建为一個纳粹模范城市的規划。该计划以其创建者、纳粹的「华沙首席建筑师」弗里德里希·帕布斯特 (Friedrich Pabst) 命名， 该计划構想將这座波兰历史首都，一個有150万居民居住的城市彻底摧毁，并重建成一个有不超过130,000名居民德国小镇。
在现代历史著作中，「帕布斯特计划」常被用于描繪德国在第二次世界大战中有关破坏和重建华沙的不同計划。當中特別指Hubert Gross和Otto Nurnberger于1940年制定的计划和帕布斯特本人于1942年制定的计划。两个计划都包括構想如何摧毁华沙大部分地区，包括其历史古迹和住宅区，並建立由德占波蘭的領導阶级取而代之的一个新模范城市和主要交通枢纽，包括搬遷其時在华沙皇家城堡的大型人民党厅。
1944 年华沙起义后，纳粹德国决定彻底摧毁这座城市。

## 历史

### 战前规划
纳粹德国很早计划就毁灭这座城市，甚至可追溯至第二次世界大战开始之前。1939年6月20日，当阿道夫·希特勒访问维尔茨堡的一个建筑部門时，留意到一个创造未来「德国」城镇——华沙、后来被称为帕布斯特计划的项目。弗里德里希·帕布斯特准备了一個毀灭华沙、將波兰人种族灭绝的技术規划，而波兰犹太人被定義为首要灭绝的族群。該计划構想将波兰首都改造为一个新的德国省级城镇，在維斯瓦河左岸安置不多於130,000人的纯德裔人口，生活所需由维斯瓦河右岸勞改營的80,000名波兰人奴隶支持。1935年华沙的总人口约为130万，由波兰人、犹太人和其他少数民族组成，这意味着实施這個規划需要彻底清除華沙的絕大部分人口。该项目包括15个子计划和相關照片，以及可靠的前期文件。该项目中最重要的文件是由德国建筑师以1:20 000比例設計的未来城镇彩色藍圖，名为「华沙，德国新城」。最終藍圖的标题为「一個波兰城市的毁灭和一個德国城市的建立」。
该项目的一些文件展示了华沙从17世纪下半叶到1935年的城市发展，这些文件建基于1935年的波兰文件以及可能是由索斯诺夫斯基教授为华沙通訊和运输发展的土地規劃所准备的科学资料。納粹德國在战前很久的時間就巧妙地以科学研究为幌子將这些文件提取出来。德国規劃師隐瞒了建立這些藍圖的背後陰謀。德国学者、历史学家、環保學家、建筑学教授以及其他专家被召去紀錄華沙所有最重要和最具文化價值的地标、最精緻的教堂和公共建筑，以及重要的图书馆藏品、艺术品和雕塑。
「德国華沙」计划擬建在德国高速公路和铁路网络的交叉點，涵盖了6平方公里建筑面积加上1平方公里华沙数百年历史的布拉格区，总共7平方公里面积，公园和绿地面积达到15平方公里。7平方公里的建筑物仅是波兰首都现有的二十份之一，並与1939年实际的道路网络大不相同。整个城镇中心将建於一个狭長、风景如画的街道网，类似典型德国城镇的规划。现代而宽阔的波兰首都大道（如馬薩科斯卡大街、Twarda、Mokotowska、Dzika、Oś Saska、Oś Stanisławowska）将與不少美丽的建筑和宫殿一同被永久抹去。只有旧城区的遗迹（不包括皇家城堡）、瓦津基宮、美景宮和维斯瓦河畔的改建建筑得以保留。

### 战时执行计划
在入侵波蘭行动开始和華沙淪陷后，計划更新将華沙在1939年9月攻势中遭受的損毀纳入計划當中。该项目很快就被纳入將东方整体德国化、實施种族灭绝的東方總計划的一部分。
1939年10月8日，波兰西部被第三帝国吞并，1939年10月12日，根据希特勒的法令波兰中部地区并入波蘭總督府。出于安全原因，總督府的首府设在克拉科夫，占领的德国精英軍隊擔心华沙仍未被完全抑制。
该计划将分几个阶段实施。该计划的一部分「一個波兰城市的毁灭和一個德国城市的建立」包括一張華沙中心注定要清除的生活中心的清单，根据计划清算日期按时间顺序排列。规划師决定利用1939年9月入侵華沙時因爆炸和火灾造成的破坏作为城市化改革的借口。计划的另一部分包括预期破坏的详细地图，显示几乎所有建筑物都按照计划被巧合地摧毁。实际上，1939年只有10%的建筑物被摧毁，平民和军事损失总计约12,000人死亡和66,000人受伤。
在「小计划」（Kleine Planung）中，华沙的人口被限制於50万人以内。首當其衝受此政策影响的是华沙的犹太人口，德国规划者計划把他们从大约482公頃的区域移除(Judenaussiedlung)并强行搬迁到只有其30%大小、143公頃的「犹太区」，由墙壁和瞭望塔包围。1940年，纳粹将华沙市中心的北部（沃拉和穆拉诺）改為犹太人居住區。犹太人居住区原计划容纳约30,000名有犹太人血统的華沙居民，然而最终區內有近400,000人生活在恶劣的環境中。减少城市原來人口的下一步是系统性迁移戰爭俘虜和注定要強迫勞動或在集中营和劳改营中遭到灭绝的人。早在1940年，华沙的所有居民都有機會在街头上被隨機圍捕並集體枪击，最终近250,000名平民因此被杀害，今天在整个华沙都可以看到纪念这种無差別对成年人和小童进行种族清洗的牌匾。那些未能逃脱的人被送往奥斯威辛集中营或马伊达内克滅絕營，或被強迫在德国劳动。在第二次世界大战期间在德国強迫劳动的2,857,500名波兰人中，很大部分是华沙和华沙省的居民。

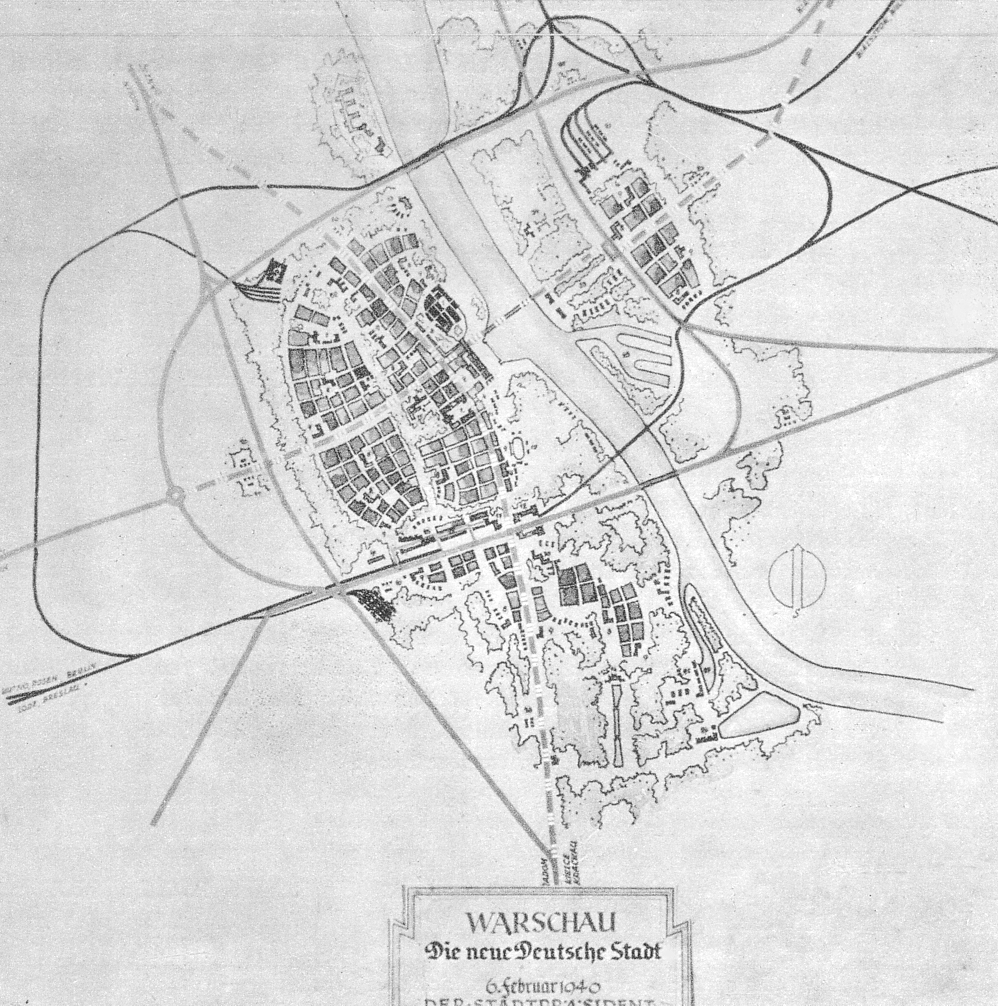
規划地图。

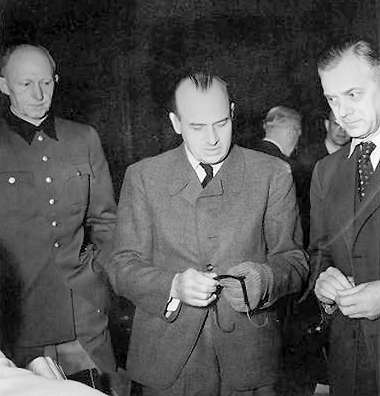
纽伦堡审判中的汉斯·弗兰克（中間，在被捕后不久试图自杀），兩旁為阿尔弗雷德·约德尔和阿尔弗雷德·罗森伯格

1940年2月6日，華沙時任德国人市长向德占波兰总督汉斯·弗兰克赠送了一份不寻常的礼物。这份礼物是一份关于德国新城华沙（Neue deutsche Stadt Warschau）的完整文件，即所谓的帕布斯特计划，由德国建筑师Hubert Gross和Otto Nurnberger准备。
从1943年7月到1944年7月，华沙集中营囚犯的任务是清除260万立方米的瓦砾，以便将前华沙犹太人区改建為公园。

## 外部連結
- 帕布斯特计划的片段 - 1942年
- (PDF).   [24 May 2013]. （原始内容 (PDF)存档于8 June 2015）.
- 瓦迪斯瓦夫·车尔尼关于在华沙实现 帕布斯特计划的证词 （页面存档备份，存于）